# AN/APQ-159
AN/APQ-159是由艾默生電氣公司開發的一種I波段/J波段雷達，旨在升級諾斯羅普F-5E/F戰鬥機中使用的AN/APQ-153型雷達。AN/APQ-159的探測範圍大約是後者的兩倍，並增加了離軸跟踪角度，大大提高了可靠性。最初打算由進一步改進的AN/APQ-167取代，但現代化的F-5通常改為使用全新的AN/APG-69。
與早期的APQ-153一樣，APQ-159是一種純粹的空對空雷達系統。它有四種主要操作模式，兩種不同範圍的搜索模式，使用簡單的B-Scope顯示器，一種帶有測距和自動鎖定（“纏鬥模式”）的C-Scope槍砲顯示，以及一種與AIM-9響尾蛇飛彈一起使用的類似模式的計算導彈的交戰包線並為飛行員提供飛入包線的提示。該雷達不提供空對地模式。儘管其具有進行BVR的探測範圍，但它無法發射AIM-7麻雀飛彈。
AN/APQ-159的主要升級是改用新的平面陣列縫隙天線，取代了AN/APQ-153的拋物面天線。這使得天線從前到後更小，使其能夠指向機頭內更高的角度。它還大大減少了旁瓣，從而提高了增益並使射程從前者的大約10海裡（19公里）大幅增加到後者的20海裡（37公里）。電子設備也進行了升級，提供了更高的頻率靈活性，並將平均無故障時間(MTBF) 從AN/APQ-153的約62小時顯著提高到AN/APQ-159的最新型號的125小時，實際上已經在現場證明了150小時的MTBF。
APQ-159在其生命週期內建造了多個版本。它最初的四種不同的型號具有相同的雷達電子設備，但顯示方式不同。APQ-159-1和-2型號使用可以在電視模式下操作的顯示器來操作空對地的AGM-65小牛飛彈，而-3和-4則沒有這種功能。-1和-3型號只有單顯示器，而-2和-4型號則有雙顯示器，可用於雙座F-5F。APQ-159-5版本是產品改進，進一步提高了可靠性並減輕了重量，與原來的APQ-153相同，使現場升級更加簡單。該型號雷達的最終版本是APQ-159-7。
另一款雷達AN/APQ-167，採用了AN/APQ-159的技術，類似於雙顯示器 AN/APQ-159。然而，新雷達並沒有被最初針對的外國客戶採用，而是提供给美國空軍的賽斯納 T-47A 教練機用于雷達操作員培訓。